# ازدواجية (جماعات الممارسة)
يدور هذا المقال حول «الازدواجية عند جماعة الممارسة». للاستخدامات الأخرى، انظر Duality (توضيح).
في أوساط جماعة الممارسة يستخدم مفهوم الازدواجية لتصوير التوتر الحادث بين قوتين متصارعتين الذي يصل إلى درجة التدافع نحو التغيير والإبداع. يستخدم فينجر (Wenger) (Wenger 1998) مفهوم الازدواجية لدراسة القوى التي تنشئ وتبقي على جماعة الممارسة. ومن هذا المنطلق فهو يصف الازدواجية على النحو التالي: «... وحدة فكرية مفردة تشكلت عن عنصرين منفصلين يتبادلان الأهمية بحيث تضفي أوجه التوتر والتكامل بينهما للمفهوم ثراء وحيوية»(Wenger 1998, p. 66)
ويروق للبعض الموازنة بين مفهوم الازدواجية ومفهوم يين ويانغ (Yin and Yang) أي المتناقضين المحددين بالتبادل فيما بينهما.

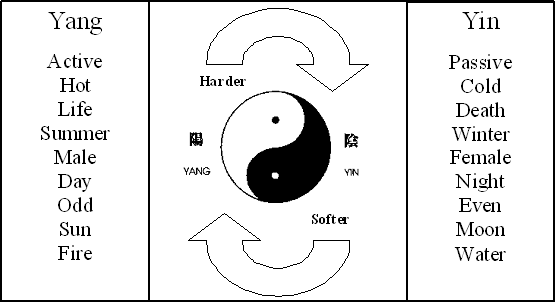
الشكل رقم 1 مأخوذ عن (Hildreth & Kimble 2002)

والكيانات المتصارعة ينبغي النظر إليها من منطلق التوازن وليس التعارض المذموم. وينطوي هذا المصطلح على ديناميكية وتغير مستمر وتكيف متبادل إذ يمكن أن تكون التوترات المتأصلة في الازدواجيات عاملاً إبداعيًا أو مقيدًا. يحدد (Wenger 1998) أربع ازدواجيات توجد في جماعات الممارسة هي: المشاركة-التجسيد، والبناء والانبثاق، والتعريف والتفاوض، والمحلية والعالمية.

## المشاركة والتجسيد
تهتم هذه الازدواجية بالمعنى. فالمعنى يتكون عبر المشاركة والانخراط الإيجابي في بعض الممارسات. فالتجسيد هو طريقة لعمل تمثيل مجرد ومختصر لما يكون ممارسة معقدة في الغالب وفوضوية في أحيان كثيرة، ومن ثم يكون من السهل مشاركتها في إطار المجتمع. ونظرًا للارتباط الشديد بين هذه الازدواجية وبين إدارة المعرفة، فقد كانت هذه الازدواجية هي محل تركيز خاص في هذا المجال(Hildreth & Kimble 2002).

## البناء والانبثاق
تركز ازدواجية البناء والانبثاق على الوقت وتصوّر التوتر بين النشاطات المخططة مسبقًا والنشاطات وليدة اللحظة. يمكن أن يخطط المصممون لنشاط يهدف إلى تحقيق غرض معين، إلا أن هناك بعض النشاطات التي تبرز على الساحة أثناء التفاعل والمشاركة المجتمعية، وهذه النشاطات تتسم بالعشوائية وربما تخالف ما كان يريده المصممون. تعطي هذه النشاطات المشاركين الفرصة لـ (إعادة) التفاوض حول المعنى الموجود أصلاً. وكثيرا ما ترد هذه الازدواجية فيما يتعلق بتصميم البيئات التعليمية على الإنترنت على سبيل المثال (Barab, MaKinster & Scheckler 2003).

## التعريف والتفاوض
تهتم ازدواجية التعريف والتفاوض «بكيفية توزيع سلطة تعريف أو تهييء أو تفسير التصميم» (Wenger 1998, p. 235). فعملية التعريف هي العملية التي يبني بها الأفراد هويتهم. ولا يقتصر فقط على الطريقة التي ينظر بها الشخص إلى نفسه بل يشمل أيضًا حقه في المشاركة وتغيير وجه المجتمع بكامله. وعلى هذا، تعمل هذه الازدواجية على الجمع بين كل من القوة والانتماء في سبيل تشكيل المجتمع.

## المحلية والعالمية
تهتم ازدواجية المحلية والعالمية بكيفية العلاقة والارتباط بين جماعتين من جماعات الممارسة. ويكمن التحدي في النجاح في مشاركة المعرفة المحلية التي تفي باحتياجات مجال محدد من المجالات بما يلائم الآخرين غير المشتركين في هذا المجال. يستخدم فينجر مفهوم الموضوع الحدودي والسمسرة (Wenger 1998, p. 106) واللقاءات الحدودية (Wenger, McDermott & Snyder 2002, p. 84) لتفسير كيفية بناء الأفراد علاقاتهم والتعلم من المجتمعات الأخرى.